# Geisenheim
Geisenheim is een stad in de Duitse deelstaat Hessen, gelegen in de Rheingau-Taunus-Kreis. De stad telt 11.626 inwoners.

## Geschiedenis
Geisenheim werd voor het eerst in het jaar 772 in documenten genoemd. In 1864 verkreeg Geisenheim zijn stadsrechten. Tijdens gemeentelijke herindelingen werden op 31 december 1971 Johannisberg en Stephanshausen (toenmalig eigenstandige gemeentes) bij Geisenheim gevoegd.

## Geografie
Geisenheim heeft een oppervlakte van 40,34 km² en ligt in het centrum van Duitsland, iets ten westen van het geografisch middelpunt. De stad ligt aan het rechter Rijnoever tussen Rüdesheim am Rhein en Oestrich-Winkel.

## Partnersteden
- Chauvigny (Frankrijk)
- Puligny-Montrachet (Frankrijk)
- Szerencs (Hongarije)
- Trino (Italië), sinds 1974

## Toerisme
In het centrum van Geisenheim staat een ongeveer 700 jaar oude lindeboom. Dit maakt dat de stad vaak lindestad genoemd wordt. Elk jaar tijdens het tweede weekend in juli wordt op het plein rond de lindeboom een feest gevierd. Recht tegenover deze lindeboom staat het in 1857 gebouwde stadhuis. Verder werd in het verloop der eeuwen over de in 1146 gebouwde romaanse
kerk de huidige gotische Heilig Kruiskerk gebouwd, die vanwege de kathedrale allure ook bekendstaat onder de naam Rheingauer Dom.
De stad heeft partnerschappen met de steden Chauvigny, Trino en Szerencs.

## Schoolstad
Geisenheim staat in de Rheingau bekend als een schoolstad. In totaal kent de stad 11 scholen, waaronder het meer dan 150-jaar oude Rheingauschule Gymnasium en de Forschungsanstalt Geisenheim.
Aarbergen ·
Bad Schwalbach ·
Eltville am Rhein ·
Geisenheim ·
Heidenrod ·
Hohenstein ·
Hünstetten ·
Idstein ·
Kiedrich ·
Lorch ·
Niedernhausen ·
Oestrich-Winkel ·
Rüdesheim am Rhein ·
Schlangenbad ·
Taunusstein ·
Waldems ·
Walluf